# 太陽正在燃燒
《太陽正在燃燒》（日语：太陽が燃えている），是一首THE YELLOW MONKEY的歌曲。第四張專輯《FOUR SEASONS》（1995年11月1日）發行之前，這首歌是於1995年9月30日公開發表。
主要出道第三年，他們的目標是Oricon音樂圖表的頂部。為此，他們首先發行了一首单曲《熱帶夜》（1994年7月21日）。《熱帶夜》得了Oricon週次第五十九名。
用《太陽正在燃燒》，他們得了Oricon週次第九名。前十名的单曲是第一次的記錄。
他們的音樂總監宗清裕之說《太陽正在燃燒》沒有深刻的思想，但總監宗清認爲這首歌很重要。

## 曲目列表
1. 太陽正在燃燒 （4:56）
作詞·作曲：吉井和哉 / 編曲：THE YELLOW MONKEY
2. Sweet & Sweet （3:30）
作詞·作曲：吉井和哉 / 編曲：THE YELLOW MONKEY
3. 太陽正在燃燒 [Karaoke] （4:56）
作曲：吉井和哉 / 編曲：THE YELLOW MONKEY

## 用例
- 1995年：朝日電視台《J聯賽 A GOGO!!》的開幕主題曲。
- 2005年：任天堂DS《押忍！戰鬥！應援團》的一首歌曲。
- 2013年：朝日電視台《GIRL'S TV》的結束主題曲。
- 2017年：朝日電視台《music TV》的六月度開幕主題曲。

## 外部連結
- Discography: 太陽が燃えている（页面存档备份，存于） - THE YELLOW MONKEY官網站
- 2016年9月30日 - THE YELLOW MONKEY的Facebook專頁（日文，英文，中文）